# Ostrohe
Ostrohe est une commune allemande du Schleswig-Holstein, située dans l'arrondissement de Dithmarse (Kreis Dithmarschen), à trois kilomètres au nord-est du centre-ville de Heide. Ostrohe fait partie de l'Amt Heider Umland (« environs de Heide ») qui regroupe onze communes autour de Heide.